# جلان ريتشاردسون
جلان ريتشاردسون هو لاعب هوكي الجليد كندي، ولد في 20 سبتمبر 1955 في باري في كندا.

## وصلات خارجية
- جلان ريتشاردسون على موقع دوري الهوكي الوطني (الإنجليزية)
- جلان ريتشاردسون على موقع EliteProspects.com (الإنجليزية)
- جلان ريتشاردسون على موقع HockeyDB.com (الإنجليزية)
- جلان ريتشاردسون على موقع Hockey-Reference.com (الإنجليزية)